# Lothar Krompholz
Lothar Krompholz (* 27. Januar 1928; † 20. April 2019) war ein deutscher Schauspieler.

## Leben
Das erste bekannte Engagement trat der 1928 geborene Lothar Krompholz Anfang der 1950er Jahre am Volkstheater Rostock an. Mit dem langjährigen Intendanten Hanns Anselm Perten verband ihn eine intensive Männerfreundschaft. So war er mehrere Jahre in den Sommermonaten mit seiner Frau Inge und der Tochter in dessen Haus zu Gast. In seiner Funktion als Parteisekretär der Sozialistischen Einheitspartei Deutschlands des Theaters nahm er, gemeinsam mit dem Intendanten und dem Chefdramaturgen Kurt Barthel, an der Erarbeitung der Spielpläne teil, die anschließend dem Bezirk und dem  Ministerium für Kultur vorgelegt wurden. In der Theaterhistorie wurde er als der erste Schauspieler bekannt, der 1959 bei den Rügenfestspielen in Ralswiek die Rolle des Klaus Störtebeker verkörperte.
Im Jahr 1963 begann Lothar Krompholz seine Tätigkeit am Staatstheater Dresden, bei dem er 40 Jahre, bis zum Beginn der 2000er Jahre, auf der Bühne stand. Gemeinsam mit seiner zweiten Frau Ursula übernahm er für mehrere Jahre die Betreuung des Pioniertheaters Natalija Saz in Großenhain. Ab Ende der 1960er Jahre stand er vorrangig für das Fernsehen der DDR (später auch für Fernsehsender der Bundesrepublik) und für einige Filme der DEFA vor der Kamera.
Lothar Krompholz verstarb im Alter von 91 Jahren.

## Filmografie
- 1968: Rote Bergsteiger (Fernsehserie, 1 Episode)
- 1968: Die Toten bleiben jung
- 1971: KLK an PTX – Die Rote Kapelle
- 1973: Polizeiruf 110: Der Ring mit dem blauen Saphir (Fernsehreihe)
- 1973: Stülpner-Legende (Fernsehserie, 1 Episode)
- 1974: Polizeiruf 110: Nachttaxi
- 1976: Die Lindstedts (Fernsehserie, 1 Episode)
- 1978: Ein Zimmer mit Ausblick (Fernsehserie, 1 Episode)
- 1981: Jockei Monika (Fernsehserie, 1 Episode)
- 1982: Geschichten übern Gartenzaun (Fernsehserie, 1 Episode)
- 1989: Polizeiruf 110: Trio zu viert
- 1989: Die gläserne Fackel (Fernsehserie, 1 Episode)
- 1990: Barfuß ins Bett (Fernsehserie, 1 Episode)
- 1990: Polizeiruf 110: Der Tod des Pelikan
- 1992: Karl May (Fernsehserie, alle 6 Episoden)
- 1999: Klemperer – Ein Leben in Deutschland (Fernsehserie)

## Theater

### Schauspieler
- 1953: Kondrat Krapiwa: Die Lerchen singen (Mikola Weraß, Brigadeleiter) – Regie: Bert Brunn (Volkstheater Rostock)
- 1956: Bertolt Brecht: Der gute Mensch von Sezuan (Sun, stellungsloser Flieger) – Regie: Benno Besson (Volkstheater Rostock)
- 1957: Carl Zuckmayer: Der Gesang im Feuerofen (Louis Creveaux) – Regie: Karlheinz Bieber (Volkstheater Rostock)
- 1957: Karl Wittlinger: Kennen Sie die Milchstraße? (Samuel Kiefer, Patient) – Regie: Karl Wittlinger (Volkstheater Rostock)
- 1959: Gustav von Wangenheim: Studentenkomödie (Peter Hechelberg) – Regie: Peter Fischer (Volkstheater Rostock – Kleines Haus)
- 1959: Kuba: Klaus Störtebeker (Klaus Störtebeker) – Regie: Hanns Anselm Perten (Rügenfestspiele Ralswiek)
- 1959: Manfred Richter: Die Insel Gottes – Regie: Ralph J. Boettner (Volkstheater Rostock)
- 1961: Walter Hasenclever/Kurt Tucholsky: Christoph Columbus (König) – Regie: Hanns Anselm Perten (Volkstheater Rostock)
- 1961: Erwin Piscator nach Theodore Dreiser: Eine amerikanische Tragödie (Clyde Griffiths) – Regie: Hanns Anselm Perten (Volkstheater Rostock)
- 1962: Harald Hauser: Night step (Fibs, Aushilfskellner) – Regie: Hanns Anselm Perten (Volkstheater Rostock)
- 1962: Egon Günther: Die schwarze Limousine – Regie: Egon Günther/Konrad Petzold (Volkstheater Rostock)
- 1962: Georg Büchner: Dantons Tod (Robespierre) – Regie: Hanns Anselm Perten (Volkstheater Rostock)
- 1963: José María Camps: Viznar oder der Tod eines Poeten (Blas Farías) – Regie: Erhard Marggraf (Volkstheater Rostock)
- 1963: Friedrich Dürrenmatt: Der Besuch der alten Dame – Regie: Gotthard Müller (Staatsschauspiel Dresden)
- 1964: Harald Hauser: Barbara (Uwe Jobst) – Regie: Erhard Marggraf (Volkstheater Rostock)
- 1964: Bertolt Brecht/Kurt Weill: Die Dreigroschenoper – Regie: Gotthard Müller (Staatsschauspiel Dresden)
- 1965: Martin Walser: Der schwarze Schwan – Regie: Gotthard Müller (Dresdner Staatstheater)
- 1966: Roger Planchon/Claude Lochy nach Alexandre Dumas der Ältere: Die drei Musketiere (Porthos) – Regie: Hans Mätz (Staatsschauspiel Dresden)
- 1967: Igor Strawinsky: Die Geschichte vom Soldaten (Teufel) – Regie: Christian Pöppelreiter (Staatsoper Dresden)
- 1967: William Shakespeare: König Lear – Regie: Hans Dieter Mäde (Dresdner Staatstheater)
- 1968: Seán O’Casey: Abschied vier Uhr früh (Daniel Halibut) – Regie: ? (Dresdner Staatstheater)
- 1970: Alexander Stein: Zwischen den Gewittern (Bauer in Matrosenuniform) – Regie: Hans Dieter Mäde (Dresdner Staatstheater)
- 1973: George Bernard Shaw: Der Teufelsschüler – Regie: Ottofritz Gaillard (Dresdner Staatstheater – Kleines Haus)
- 1974: Helmut Baierl: Die Lachtaube (Pöpel) – Regie: Hannes Fischer (Dresdner Staatstheater)
- 1974: Rainer Kerndl: Wann kommt Ehrlicher – Regie: Rudolf Donath (Dresdner Staatstheater – Kleine Komödie im Kulturpalast)
- 1975: Alonso Alegría: Die Überquerung des Niagarafalls (Blondin) – Regie: ? (Dresdner Staatstheater)
- 1976: Alexander Wampilow: Provinzanekdoten – Regie: Hans-Georg Simmgen (Dresdner Staatstheater – Kleines Haus)
- 1978: Bertolt Brecht: Mann ist Mann – Regie: Hans-Georg Simmgen (Dresdner Staatstheater – Kleines Haus)
- 1978: William Shakespeare: Heinrich IV. (Schaal) – Regie: Klaus Dieter Kirst/Gerhard Piens/Friedrich Siebert (Staatsschauspiel Dresden)
- 1979: Gotthold Ephraim Lessing: Nathan der Weise – Regie: Klaus Dieter Kirst (Staatsschauspiel Dresden)
- 1980: Helmut Bez: Jutta oder Die Kinder von Dalmutz – Regie: Horst Schönemann (Dresdner Staatstheater – Kleines Haus)
- 1982: Friedrich Schiller: Don Karlos (Domingo) – Regie: Horst Schönemann (Staatsschauspiel Dresden)
- 1984: Michail Schatrow: Blaue Pferde auf rotem Gras – Regie: Horst Schönemann (Staatsschauspiel Dresden)
- 1985: William Shakespeare: Der Sturm (Bootsmann) – Regie: Horst Schönemann (Staatsschauspiel Dresden)
- 1988: Werner Buhss: Pour le Merite (Richard Neuenfels, Verlagsdirektor) – Regie: Michael Funke (Staatsschauspiel Dresden)
- 2001: Simone Kollmorgen: Fotofinish (Alfred) – Regie: Christoph Roos (Staatsschauspiel Dresden)

## Theater

### Regisseur
- 1996: Karla Kochta: Wie Konrad in ein Märchen geriet (Staatsschauspiel Dresden)

## Auszeichnungen
- 1959: Kunstpreis der DDR[4]